# Semiothisa incessaria
Semiothisa incessaria là một loài bướm đêm trong họ Geometridae.